# Filipe Toledo
Filipe Toledo (Ubatuba, 16 de abril de 1995), também conhecido como Filipinho, é o atual bicampeão mundial de surfe. É o quarto atleta brasileiro a ganhar um título mundial na maior categoria de surfe do mundo.

## Biografia
Filipe Toledo nasceu em 16 de abril de 1995 em Ubatuba, São Paulo. É filho de Mari e do surfista Ricardo Toledo, bicampeão brasileiro (1991 e 1995), também seu técnico, e tem três irmãos, sendo Matheus o mais velho e Davi e Sofia os mais novos, respectivamente.

## Carreira
Em maio de 2011, ainda com 16 anos, o ubatubense faturou a categoria Sub-16 do ISA World Junior no Peru. Em agosto do mesmo ano, superou John John Florence, Kolohe Andino e Conner Coffin para conquistar o Pro Junior do US Open. Em 2013, aos dezessete anos, Toledo ingressou no Circuito Mundial de Surfe. Tendo ficado entre os cinco primeiros colocados nas etapas de Billabong Rio Pro e de Volcom Fiji Pro na quinta colocação e situando-se em terceiro na etapa de Quiksilver Pro France, o surfista terminou o circuito na 15.ª posição com um total de pontos de 24,4 mil. No Circuito Mundial de Surfe de 2014, acumulou 28,150 mil pontos e terminou a competição em 17º. Destacou-se nas duas últimas etapas ao situar-se em ambas na quinta colocação. Ainda no mesmo ano, Toledo ficou em primeiro lugar no raking da WQS - espécie de categoria de acesso do surfe.
No Circuito Mundial de Surfe de 2015, Toledo venceu a etapa de Quiksilver Pro Gold Coast em Coolangatta, Austrália. Ficou em quinto e em 25º na segunda e na terceira etapas, Rip Curl Pro Bells Beach e Drug Aware Margaret River Pro, respectivamente. Na quarta etapa, Oi Rio Pro, o surfista fez um aéreo, sua especialidade, e conseguiu 19.87 pontos contra 14.70 do australiano Bede Durbidge. Com o resultado Toledo subiu para segunda posição do ranking geral ficando atrás apenas de Adriano de Souza, sendo esta a primeira vez na história do circuito em que dois brasileiros ocuparam as duas primeiras posições do ranking. Ao fim do circuito Toledo posicionou-se na quarta posição, tendo descido e permanecido nas temporadas seguintes, 2016 e 2017, na décima.
Em 2018 Toledo venceu as etapas do Oi Rio Pro e Corona J-Bay Open, tendo ficado em segundo no Surf Ranch Pro, realizado na piscina de ondas do Kelly Slater, terminando o ano de 2018 na terceira colocação.
Em 2019 chegou até a última etapa do ano com chance de título mundial, mas acabou terminando a temporada na 4° colocação.
Em 2021, mesmo que o circuito mundial de surfe tenha sido reduzido devido a pandemia, Filipinho foi campeão das etapas disputadas em Margareth River e Surf Ranch, Toledo terminou a temporada em 3° no ranking, e no WSL Finals filipinho foi derrotado na decisão do título para o compatriota Gabriel Medina.
Em 2022, foi campeão em Bells Beach e Saquarema terminando na primeira colocação do ranking mundial, no WSL Finals se consagrou o 4° campeão mundial após vencer duas bateria contra o também brasileiro Italo Ferreira sendo o 6° título do Brasil na elite do surfe.
Em 2023 foi campeão das etapas de Sunset Beach e El Salvador, sendo até o momento líder do circuito. 

## Circuito mundial de surfe
2013
| Posição | WCT 1 (Detalhes) | WCT 2 (Detalhes) | WCT 3 (Detalhes) | WCT 4 (Detalhes) | WCT 5 (Detalhes) | WCT 6 (Detalhes) | WCT 7 (Detalhes) | WCT 8 (Detalhes) | WCT 9 (Detalhes) | WCT 10 (Detalhes) | Pontos | Prêmio   |
| ------- | ---------------- | ---------------- | ---------------- | ---------------- | ---------------- | ---------------- | ---------------- | ---------------- | ---------------- | ----------------- | ------ | -------- |
| 15      | 13º              | 5º               | 5º               | 25º              | 13º              | 25º              | 13º              | 3º               | 13º              | 25º               | 24,400 | $107,000 |

2014
| Posição | WCT 1 (Detalhes) | WCT 2 (Detalhes) | WCT 3 (Detalhes) | WCT 4 (Detalhes) | WCT 5 (Detalhes) | WCT 6 (Detalhes) | WCT 7 (Detalhes) | WCT 8 (Detalhes) | WCT 9 (Detalhes) | WCT 10 (Detalhes) | WCT 11 (Detalhes) | Pontos | Prêmio   |
| ------- | ---------------- | ---------------- | ---------------- | ---------------- | ---------------- | ---------------- | ---------------- | ---------------- | ---------------- | ----------------- | ----------------- | ------ | -------- |
| 17      | 25º              | 9º               | 13º              | 13º              | 9º               | 25º              | INJ              | 13º              | 9º               | 5º                | 5º                | 28,150 | $112,000 |

2015
| Posição | WCT 1 (Detalhes) | WCT 2 (Detalhes) | WCT 3 (Detalhes) | WCT 4 (Detalhes) | WCT 5 (Detalhes) | WCT 6 (Detalhes) | WCT 7 (Detalhes) | WCT 8 (Detalhes) | WCT 9 (Detalhes) | WCT 10 (Detalhes) | WCT 11 (Detalhes) | Pontos | Prêmio   |
| ------- | ---------------- | ---------------- | ---------------- | ---------------- | ---------------- | ---------------- | ---------------- | ---------------- | ---------------- | ----------------- | ----------------- | ------ | -------- |
| 4       | 1º               | 5º               | 25º              | 1º               | 13º              | 13º              | 9º               | 3º               | 25º              | 1º                | 13º               | 50,950 | $397,250 |

2016
| Posição | WCT 1 (Detalhes) | WCT 2 (Detalhes) | WCT 3 (Detalhes) | WCT 4 (Detalhes) | WCT 5 (Detalhes) | WCT 6 (Detalhes) | WCT 7 (Detalhes) | WCT 8 (Detalhes) | WCT 9 (Detalhes) | WCT 10 (Detalhes) | WCT 11 (Detalhes) | Pontos | Prêmio   |
| ------- | ---------------- | ---------------- | ---------------- | ---------------- | ---------------- | ---------------- | ---------------- | ---------------- | ---------------- | ----------------- | ----------------- | ------ | -------- |
| 10      | 3º               | INJ              | INJ              | 9º               | 13º              | 5º               | 25º              | 3º               | 5º               | 13º               | 9º                | 35.400 | $138.500 |

2017
| Posição | WCT 1 (Detalhes) | WCT 2 (Detalhes) | WCT 3 (Detalhes) | WCT 4 (Detalhes) | WCT 5 (Detalhes) | WCT 6 (Detalhes) | WCT 7 (Detalhes) | WCT 8 (Detalhes) | WCT 9 (Detalhes) | WCT 10 (Detalhes) | WCT 11 (Detalhes) | Pontos | Prêmio   |
| ------- | ---------------- | ---------------- | ---------------- | ---------------- | ---------------- | ---------------- | ---------------- | ---------------- | ---------------- | ----------------- | ----------------- | ------ | -------- |
| 10      | 25º              | 3º               | 5º               | 13º              | NC               | 1º               | 25º              | 1º               | 25º              | 25º               | 25º               | 35.450 | $303,000 |

2018
| Posição | WCT 1 (Detalhes) | WCT 2 (Detalhes) | WCT 3 (Detalhes) | WCT 4 (Detalhes) | WCT 5 (Detalhes) | WCT 6 (Detalhes) | WCT 7 (Detalhes) | WCT 8 (Detalhes) | WCT 9 (Detalhes) | WCT 10 (Detalhes) | WCT 11 (Detalhes) | Pontos | Prêmio |
| ------- | ---------------- | ---------------- | ---------------- | ---------------- | ---------------- | ---------------- | ---------------- | ---------------- | ---------------- | ----------------- | ----------------- | ------ | ------ |
| 3       | 5º               | 13º              | 1º               | 5º               | 5º               | 1º               | 3º               | 2º               | 13º              | 13º               | 13º               | 51.450 | $ -    |

## Filmografia
| Ano  | Título | Personagem | Notas       |
| ---- | ------ | ---------- | ----------- |
| 2017 | Juacas | Ele mesmo  | Episódio:18 |